# Paisaje protegido de Lomo Magullo
El paisaje protegido de Lomo Magullo es un espacio protegido situado al NNE de la isla de Gran Canaria (Canarias, España). De gran valor paisajístico, está repartido entre los términos municipales de Telde y Valsequillo. Está protegido con la categoría de paisaje protegido en un área de 176 ha.

## Descripción
Esta área, en torno el cual se encuentra el núcleo de Lomo Magullo (Telde). Es un pequeño reducto de gran valor paisajístico conformado por los tramos finales de los barrancos de los Cernícalos y el de Arenales en su confluencia con el barranco de Telde.
Se puede observar un relieve donde discurre el agua todo el año en forma de caideros y desfiladeros, un paisaje de marcado carácter rural junto a viviendas y cultivos tradicionales. Añadimos el gran valor geológico del espacio y su importancia botánica por ser área potencial de vegetación, con numerosos endemismos vegetales, aunque la alta antropización limita este y sobre todo, la fauna, asociada a los barrancos.
El gran protagonista de este espacio es el barranco de los Cernícalos, de 12 km de longitud y que atraviesa este paisaje protegido, donde discurre en él un caudal permanente de agua, con una cultura del agua que ha permanecido desde la colonización, por lo que es un paisaje protegido de numerosos elementos de patrimonio hidráulico (acequias, cantoneras, serventías, molinos, etc.), y asociado a esto, se celebra en Lomo Magullo una fiesta anual denominada "La Traída del Agua", de raíces indígenas, consistente en "traer" o "bailar" el agua desde la acequia de la parte baja del barrio hasta la iglesia rociando sus paredes con ella.
Este área protegida se encuentra incluida en la Red Canaria de Espacios Naturales Protegidos.

## Geología
La geomorfología viene marcada por la superposición de coladas, piroclastos y mantos de brechas volcánicas del segundo ciclo de la isla, observándose los materiales más antiguos en el Lomo de los Arenales, y de los materiales lávicos y piroclásticos del tercer ciclo eruptivo, más recientes, cubriendo estos últimos con espesores de hasta 200 metros.
En este tercer ciclo eruptivo destacan dos fases: la basanítica-nefelinítica del Ciclo Post Roque Nublo, y la basanítica del Ciclo Reciente, produciéndose una erosión entre ambas etapas que excavó los barrancos de los Cernícalos y el de Cuba. Del Ciclo Reciente destaca un volcán situado fuera del paisaje protegido, la Montaña de los Barros, el cual emitió una colada que inundó el cauce del barranco hasta alcanzar el de San Miguel. Posteriormente dos conos volcánicos yuxtapuestos conocidos como Parral de García, obstruyeron de nuevo el cauce del barranco con lavas de tipo "aa" y mantos piroclásticos intercalados.

## Flora
A pesar de ser un espacio relativamente degradado, este espacio acoge una gran riqueza florística confluida entre elementos del piso basal y el termófilo, con numerosos endemismos, con 68 especies inventariadas, de las cuales 55% son endémicas, de ellos, 10% exclusivas de Gran Canaria, 37% canarias y 7% macaronésicas.
La fuerte antropización derivada de las actividades agrícolas ha transformado el paisaje y su vegetación potencial, con especies introducidas como la pita, la caña, y las tuneras para la cochinilla (Dactylopius coccus), insecto usado como tinte colorante y alimenticio. 
El matorral de transición está muy diversificado, con especies como el incienso (Artemisia thuscula), la vinagrera (Rumex lunaria), la retama blanca (Retama rhodorhizoides), la retama amarilla (Teline microphylla), el taginaste blanco (Aeonium decaisnei), el bejeque rosado (Aenoium percarneum), la hierba puntera (A. manriqueorum), el matorrisco común (Lavandula canariensis), la cardoyesca amarilla (Carlina canariensis), la tabaiba amarga (Euphorbia regis-jubae) y el verode (Kleinia neriifolia). En ambientes de barranco y rupícolas aparecen el balillo alpispillo (Atalanthus pannatus), la cruzadilla (Hypericum reflexum), la salvia canaria (Salvia canariensis) y en zonas de lapilli, la vinagrera junto la madama de risco (Allagopappus dichotomus). En ciertos sectores del NO y SO aparece el cardón (Euphorbia canariensis).
La vegetación rupícola destaca por endemismos como la nevadilla (Paronychia canariensis), el ortigón (Urtica morifolia), el cerrajón de monte (Sonchus acaulis) y la pelotilla isleña (Monanthes brachycaulos). Los ambientes más húmedos como el barranco de los Cernícalos aparecen excepcionalmente los bicácaros (Canarina canariensis), además de las lágrimas de virgen (Pancratium canariense), y otras especies relacionadas en otros sectores como la tacarontilla (Dracunculus canariensis), la cebolla almorrana mayor (Scila latifolia), la orquídea de tres dedos (Habenaria tridactylites) y la morgallana (Ranunculus cortusifolius).
El estrato arbóreo en esta área se representa por núcleos de acebuches (Olea cerasiformis), el sauce canario (Salix canariensis), y los plantados pinos canarios (Pinus canariensis), además de especies introducidas como el almendrero, el eucalipto rojo, y un ejemplar naturalizado de encina (Quercus ilex).

## Fauna

### Vertebrados
Los reptiles se representas principalmente por el lagarto gigante de Gran Canaria (Gallotia stehlini), y los anfibios por las introducidas ranita meridional (Hyla meridionalis) y la rana común (Pelophylax perezii). El único mamífero introducido, con presencia notoria, es el conejo.
La avifauna, los vertebrados mejor representados, aparecen con especies como la paloma bravía (Columba livia livia), el mirlo canario (Turdus merula cabrerae), el busardo ratonero (Buteo buteo insularum), el cernícalo canario (Falco tinnunculus canariensis), además de otras aves como la abubilla (Upupa epops), el capirote (Sylvia atricapilla obscura), el herrerillo (Parus teneriffae hedwigii), el mosquitero canario (Phylloscopus canariensis), el bisbita caminero (Anthus berthelotii), el canario (Serinus canaria), el alcaudón real (Lanius meridionalis koenigi), el cuervo canario (Corvus corax canariensis) o el vencejo unicolor (Apus unicolor), entre otras.

### Invertebrados
Los invertebrados son la fauna más rica del área, por el alto número de especies y endemicidad, destacando los artrópodos.
Los arácnidos aparecen con una especie endémica exclusiva de la isla, la Subbelba elisae grancanariae, y dos canarias, la Hermanniella laurisilvae y la Rhynchobelba machadoi.
Los insectos, los mejor representados, siendo los coleópteros los más numerosos, con 10 especies endémicas de Gran Canaria como el chascón (Laparocerus subnebulosus), y 6 endémicas del archipiélago como el escarabajo pulga (Longitarsus stragulatus pallidicollis), el escarabajo rinoceronte canario (Oryctes prolixus), el cucarro boliche enano (Arthrodeis curtus) o el carnerito anillado (Deroplia annulicornis), entre otras.
Los dermápteros se presentan con una especie canaria, el cortacapote de Cabrera (Guanchia cabrerae). Los dípteros con el endemismo exclusivo de la isla, la mosca del cardón grancanaria (Solva varicolor), y las canarias falsa drosófila (Sapromyza bentejui) y Simulium guimari. Los himenópteros con la especie endémica local Andrena vulcana ferina y 6 canarias como el sepulturero de banda roja (Cerceris concinna), la abeja cortahojas canaria (Megachile canariensis), entre otras. Los diplópodos aparecen con 3 especies exclusivas de la isla, con el milpiés grancanario (Dolichoiulus alluaudi), el D. oskari y el D. ultimus.